# André Lepère
Louis Albert André Lepère (9 de setembro de 1878 — 26 de março de 1964) foi um ciclista francês que competia no ciclismo de estrada. Representou França nos Jogos Olímpicos de Verão de 1908 e 1912.